# Меря
Меряни (меря merä) — давній фіно-угорський народ, споріднений з сучасними марійцями, що відіграв значну роль у формуванні російського етносу. Існував на території сучасної Московської, Владимирської, Ярославської, Івановської й Костромської областей.

## Історія
Вперше згадані в VI столітті готським літописцем Йорданом під назвою мерен. Згодом про меря оповідали і руські літописи. У «Повісті временних літ» меря розташована в районі озер Неро («Ростовське озеро») і Плещеєво («Клещина»). За припущенням Леонтьєва, в VI столітті мерянські племена перемістилися з району середньої Оки (культура рязано-окських могильників) на північ. Найближчими до мері за походженням є племена мурома, мордва, і марійці, у меншій мірі — весь. Ця група племен, що включала у тому числі і населення, котре залишило пам'ятники типу Безводнінського могильника, сформувалася в другу половину I тисячоліття н. е. в результаті руху балтів з верхів'я Оки вниз за течією, аж до лівобережжя Волги. На початку X століття меря брала участь у військових походах Олега. Початок контактів зі східними слов'янами належить до IX–XI ст. Територія стала основою Володимиро-Суздальського князівства.
До XVII століття, у часи Московського царства, меря була повністю асимільована

## Дослідження

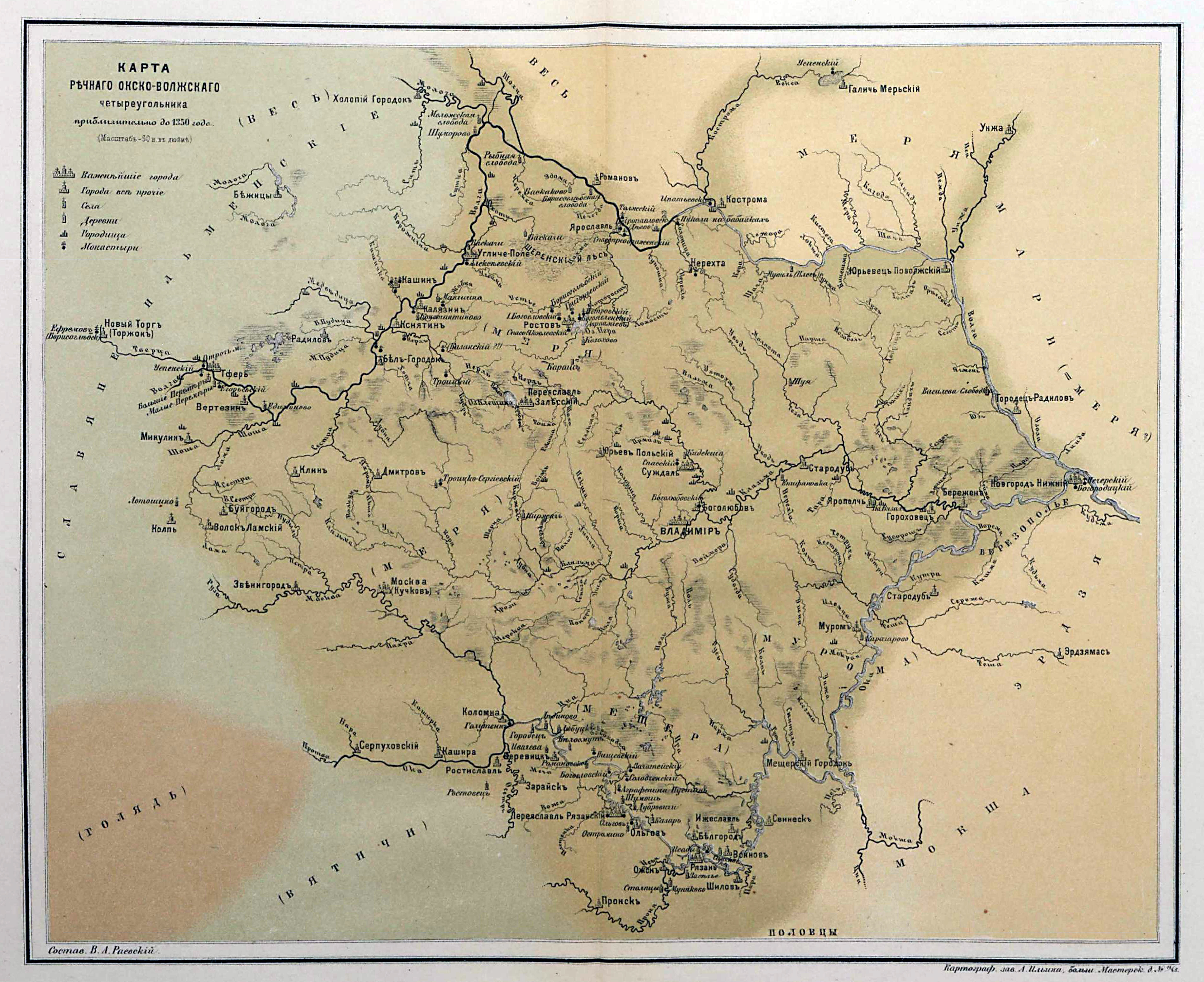
Мапа Окско-Волзького межиріччя (приблизно до 1350 року), на якій показані місця проживання мері та сусідніх племен

Одним з перших археологів, що досліджував мерянські пам'ятники в середині XIX століття, був граф Уваров. Розкопавши у XIX столітті понад 5000 курганів на етнічних московських територіях, він за сукупністю ознак ідентифікував ці угро-фінські поховання як мерянські. При розкопках навколо озера Неро були виявлені Сарське городище (племінний центр мері) і 19 селищ, що належали мері. Вказані поселення розташовувалися на схилах височин корінного берега озера, займаючи береги струмків і річок Сара, Устьє, Которосль в межах досяжності один від одного. Інший центр мерянських селищ розташований навколо озера Плещеєво. З меншою щільністю пам'ятники мері розташовані за течією річки Нерлі (Клязьминської), в околицях Ярославля і в Костромській області аж до Галича Мерського.

## Вплив мері у формуванні російського етносу
Меря взяли участь в етногенезі сучасних росіян, що сформувалися з величезної кількості народів та племен. Центральне місце серед них займав фіно-угорський народ меря.
Меря жила на території сучасних Ярославської, Івановської, частини Костромської, Владимирської, Тверської та Московської областей. Саме тут відбувалося формування етнічного ядра росіян. Найдавніші руські князівства: Ярославське, Московське, Володимиро-Суздальське, практично повністю збігаються з кордонами розселення мері.
На думку антрополога В. П. Алексєєва, фінський субстрат надавав серйозний вплив на формування середньовічного східнослов'янського населення, у тому числі на словен, кривичів і в'ятичів, але він не був основним компонентом у додаванні сучасного російського народу — протягом II тисячоліття він практично повністю розчинився. Сучасне східнослов'янське, і особливо російське населення за антропологічними ознаками відрізняється від середньовічного східнослов'янського населення і наближається до середньовічного західнослов'янського і південнослов'янського населення.
Щоб пояснити цей парадоксальний факт, Алексєєв пов'язує це з тим, що у російського та фінського населення були різні темпи приросту, через те, що у слов'ян була більш висока культура і рівень економічного та суспільного розвитку, а також з пізнішими слов'янськими міграціями на територію проживання східних слов'ян у перші століття II тисячоліття, переважно із заходу та південного заходу, які призвели до збільшення слов'янського населення та розчинення у ньому фінських етнічних елементів

## Культура
Меряни були носіями угро-фінської культури, що підтверджується численними археологічними розкопками. Існують припущення, що плем'я меря було спадкоємцем Дяковської культури. Серед занять мері можна виділити також скотарство, городництво, мисливський і риболовецький промисел. Масштабна археологічна експедиція, проведена в 2000-ті роки російськими археологами під керівництвом Н. Макарова на сільських поселеннях Волго-Окського межиріччя (Суздальське Опілля), виявила, що фінно-угорське населення цього краю освоїло землеробство не пізніше VII століття нашої ери і вирощувало ряд зернових культур. Серед ремесел були найрозвиненіші: ковальське, косторізне.

## Сучасні меря
Прямими нащадками літописних меря є мешканці північного сходу сучасної Московської області та прилеглих територій сусідніх областей.
Деякі історики, філологи й етнографи схильні вважати, що прямими нащадками літописних мерян є костромські марійці. У той же час, в Парфенєвському, Антроповському, Вохомському, Нейському, Галицькому районах Костромської області, Мишкінському та Некоузькому районах Ярославської області та інших є деякі корінні російськомовні мешканці, які хотіли б вважатися представниками народу меряни, хоча всі останні переписи населення їх записували росіянами. Сучасні меряни мають свої інтернет-сайти «merja.org», «Merjamaa — Мерянь Мастор», «Меряния» та інші, де представлені національні герб, прапор і гімн, бере участь в дискусіях на фінно-угорських мережах («Уралистика» та ін.).
У 2010 році був знятий художній фільм «Вівсянки», присвячений життю сучасних нащадків мерян.
У наші дні київський лінгвіст О. Б. Ткаченко опублікував ряд праць, в яких він намагається довести, що кацкарі — прямі нащадки літописного народу меря. Він зробив спробу реконструювати деякі особливості зниклої мови і висунув гіпотезу, що кацькарський говір склався під впливом місцевого фіно-угорського субстрату, також несе в собі кілька десятків слів, що походять з мерянської мови. Роботи О. Б. Ткаченка викликали дискусію в професійному середовищі, як доброзичливі відгуки за сміливий задум, так і різке неприйняття. Опоненти Ткаченка вказують на крайню проблематичність будь-яких реконструкцій, враховуючи майже повну відсутність фактичного матеріалу і від того безнадійність поставленого завдання і хиткість всіх теоретичних побудов. Тим не менше, слід зазначити, що на початку XX століття М. М. Виноградов у роботі «Галивонские Алеманы. Условный язык галичан (Костромской губернии)» згадує близько 200 слів імовірно мерянської мови, що вживались у мові костромичів і галичан аж до 3-ї чверті XVIII століття.
Окремі російські історики стверджують, що доказів того, що сучасні «меряни» є прямими нащадками однойменного літописного народу, не існує.
Життю сучасних «мерян» присвячені літературні твори сучасних письменників: повісті Дениса Осокіна (псевдонім Аіст Сергєєв) «Вівсянки» і Алекса Авардіна (псевдонім Авардєнь Сандра) «Костромські канікули». У 2010 режисером Олексієм Федорченком
знято художній фільм «Вівсянки», героями якого є представники древнього народу меря, що, за версією авторів фільму, збереглися до наших днів.
Кілька років тому якась група російських художників на чолі з Андрієм Малишевим проголосила себе мерянами. За вже готовою моделлю фіно-угорського етнофутуризму ці люди почали «гру подробицями», спробували за допомогою артпроєктів сконструювати нове язичництво і на його основі нову ідентичність. Етнофутуристи стверджують, що меряни — це і є ті, кого прийнято звати росіянами. У жовтні 2014 року на III Фестивалі мов в Новгородському університеті пройшла 50-хвилинна презентація мерянської мови. У травні 2014 року в «Новій галереї» в місті Іваново під час акції «Ніч музеїв» відкрився мерянський артпроєкт «Volga.Sacrum».